# Región Cuautitlán Izcalli
Región 4 Cuautitlán Izcalli es la cuarta de las 20 regiones en que se divide el Estado de México. Destaca por ser una de las regiones de mayor crecimiento poblacional. Tiene una superficie de 813.52 km² y comprende el 17.92% del territorio de la entidad.
La cabecera de la región comprende el municipio de Cuautitlán Izcalli.

## Municipios de la región
- Cuautitlán Izcalli
- Nicolás Romero
- Atizapán de Zaragoza